# アメリカ連合国大統領
アメリカ連合国大統領（アメリカれんごうこくだいとうりょう、President of the Confederate States）は、アメリカ連合国の行政権の長であり元首である。
連合国大統領として就任したのはジェファーソン・デイヴィスただ1人であり、1861年2月18日から1865年5月10日までその職を務めた。また、連合国副大統領を務めたのもアレクサンダー・スティーヴンズただ1人であった。ちなみに国章に書いてあるラテン語のモットー「Deo Vindice」とは英語でGod Will Vindicateと言う意味であり、翻訳すれば「神は（南部を）擁護（守護）する」と言うような意味になる。

## 任務
連合国臨時憲法及びアメリカ連合国憲法によると、連合国大統領の任務は、合衆国大統領の任務とほぼ同一であった。
また連合国大統領には、以下の条件が求められた。
- 連合国大統領は、各州の選挙人団によって選出されなければならない。各州は連合国議会の議員数と同数の選挙人を有する。
- 連合国副大統領は、連合国大統領と共同で選出されなければならない。ただし連合国副大統領は、連合国大統領と同一の州の出身であってはならない。
- 連合国大統領および副大統領は、連合国出身の国民、または1860年12月20日以前は合衆国の国民であったが連合国の領域内において14年以上生活している国民でなければならない。
- 連合国大統領および副大統領は、選挙実施日に生存していなければならない。
- 連合国大統領および副大統領は、35歳以上でなければならない。

## 権限
連合国大統領には、合衆国大統領とほぼ同じ権限が与えられていた。連合国大統領は直接立法を提案することができなかったが、上院の承認の下に、最高裁判所判事、大使、閣僚および他の政府高官を指名することができた。さらに連合国大統領はアメリカ連合国軍の陸海軍の最高司令官であり、立法に対する拒否権を有していた。一方で連合国議会は、大統領の反逆、贈賄、およびその他の重犯罪および軽犯罪を告発することができた。

### 合衆国大統領との違い
連合国大統領と合衆国大統領との間には、若干の差異があった。
- 合衆国大統領および副大統領は4年の任期満了後も無期限に再選することができた（1951年まで）が、連合国では6年の任期満了後に再選することができなかった。
- 連合国大統領は、任意の法案について、いくつかの州の知事に対して項目別拒否権の行使権限を与えることができた。

## アメリカ連合国大統領の一覧
| 代  | 大統領                                     | 大統領 | 所属政党   | 期 | 在任期間                      | 在任期間   | 副大統領                                          | 備考 |
| --- | ------------------------------------------ | ------ | ---------- | -- | ----------------------------- | ---------- | ------------------------------------------------- | ---- |
| 001 | ジェファーソン・デイヴィス Jefferson Davis |        | 南部民主党 | 1  | 1861年2月18日 - 1865年5月10日 | 4年 + 81日 | アレクサンダー・スティーヴンズ Alexander Stephens |      |